# 北港大復戲院
北港大復戲院，為雲林縣北港鎮的一座戲院，其前身為1927年興建的北港座。其在1960年代改建為現貌，並在2009年被登錄為雲林縣歷史建築。

## 介紹
北港座於1927年由龔丕趁投資興建，為北港地區的第一座戲院，俗稱「舊戲院」，提供新（話）劇、歌仔戲、京戲、布袋戲等表演舞台。北港座在戰後改稱為大復戲院，且完全以戲劇演出為主，不曾放映過電影。其在1964年3月進行前棟改建，1966年11月進行後棟劇場主體改建，並在1992年停業。大復戲院在停業後便閒置，在2009年公告登錄為歷史建築，2011年開始修復計畫。2019年6月整修完成後，在此舉辦了懷舊音樂會。